# Babra
Babra fou un petit estat tributari de l'Índia al nord de Kathiawar, a la presidència de Bombai. Estava format únicament per sis pobles amb sis subtributaris, amb una renda anual de 4000 lliures. El tribut que el sobirà pagava al gaikowar de Baroda el feia efectiu Amreli.
La capital era la vila de Babra 21° 51′ N, 71° 21′ E / 21.850°N,71.350°E.